# FC Amager
FC Amager was een Deense voetbalclub uit Kopenhagen op het eiland Amager.
De club was opgericht op 1 juli 2008 als een fusie tussen Boldklubben Fremad Amager, Kløvermarkens Forenede Boldklubber en Amager Fodbold Forening. De club speelde in de Deense eerste divisie. Het doel van de club was om tegen 2010/11 te promoveren naar de Deense hoogste klasse. De club zou een voetbalschool worden voor talentvolle spelers van het eiland Amager en de Faeröer-eilanden.
Op 30 maart 2009 werd de club failliet verklaard en werd uit de Eerste divisie gehaald, slechts acht maanden na de oprichting van de club.